# Air Changan

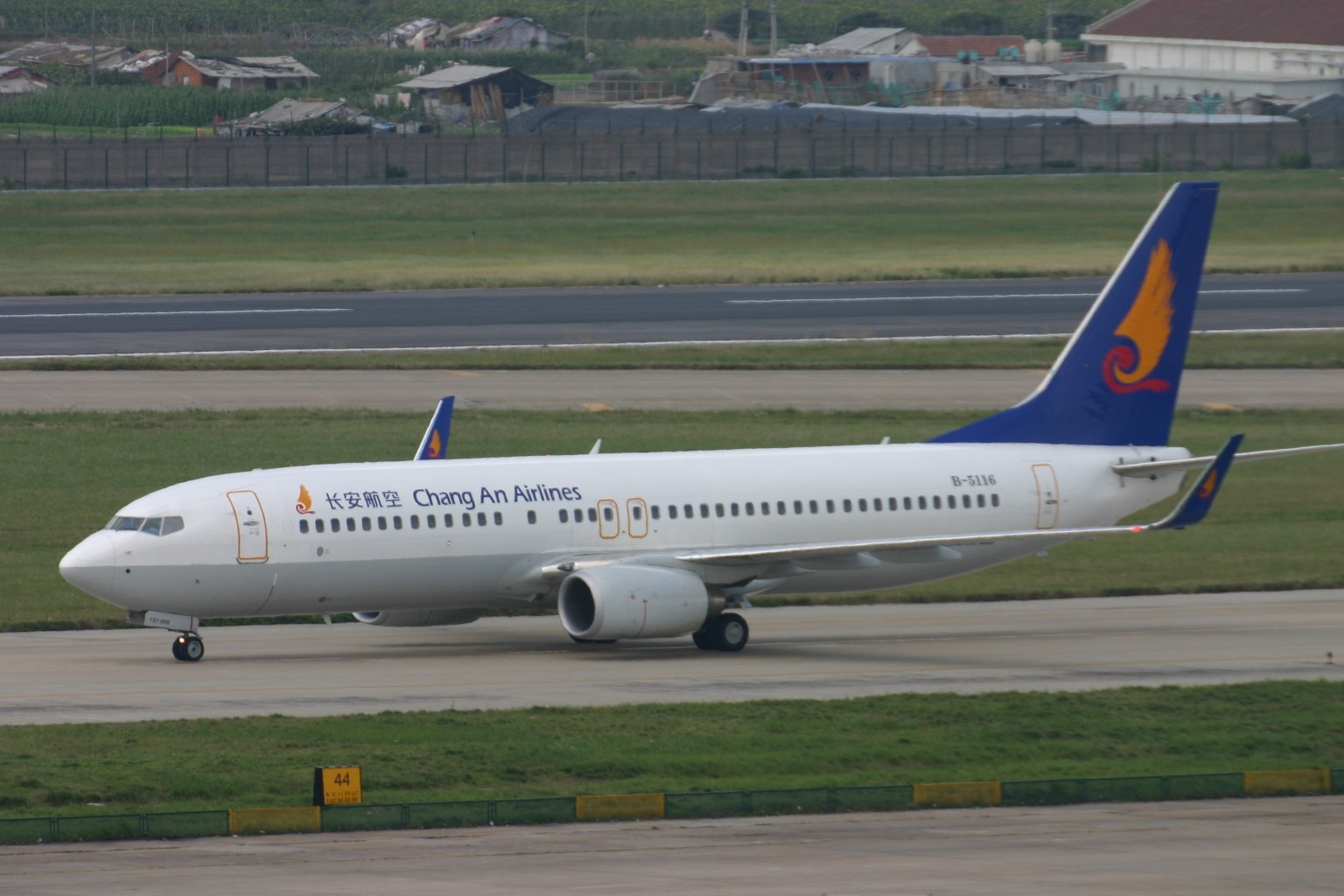
Boeing 737-800 авиакомпании Air Changan в 2012 году

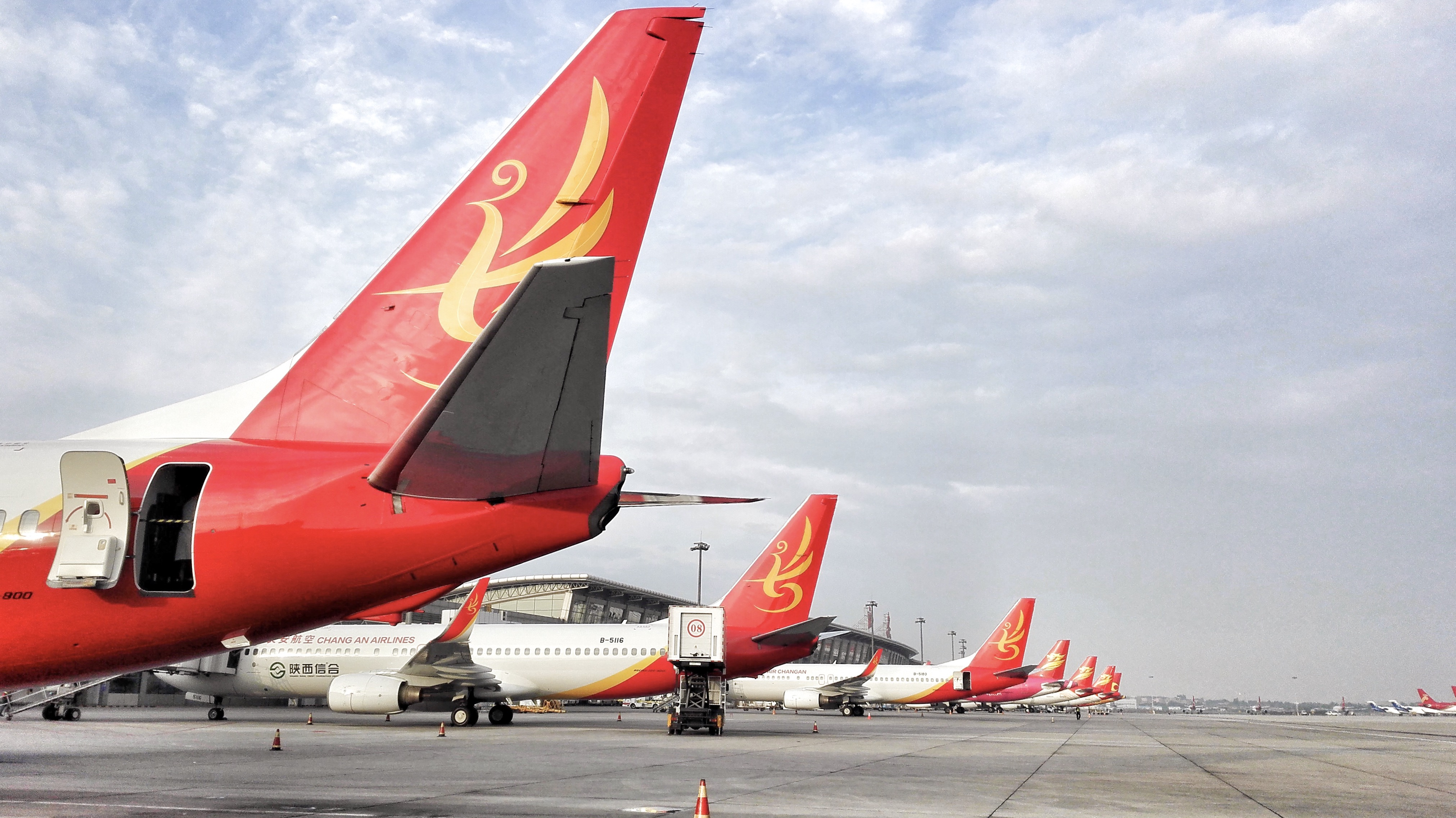
Три лайнера Boeing 737-800 авиакомпании (2016 год)

Air Changan (кит. упр. 长安航空, пиньинь: Cháng'ān Hángkōng) — китайская авиакомпания со штаб-квартирой в Сиане (Шэньси, КНР), работающая в сфере регулярных перевозок на внутренних маршрутах Китая.
Портом приписки компании и её главным транзитным узлом (хабом) является сианьский международный аэропорт Сяньян.

## История
В целях развития регионального сегмента экономики и авиационной индустрии в сентябре 1990 года правительство провинции Шэньси и местные авиастроители выработали план по созданию местной авиакомпании, которой передавалось три самолёта Xian Y-7. 2 марта 1992 года перевозчик получил название Air Changan, который официально был образован 11 апреля того же года на базе местной компании Dapeng Airlines. 5 января 1993 года авиакомпания выполнила свой первый рейс из Сианя в Юйлинь (Шэньси).
30 августа 2000 года Air Changan была выкуплена магистральной авиакомпанией Hainan Airlines (HNA) и переименована в Chang An Airlines. 1 июля 2002 года перевозчик получил свой первый Boeing 737-400, а уже в октябре месяце того же года Chang An Airlines, Xinhua Airlines и Shanxi Airlines были поглощены Hainan Airlines.
В декабре 2015 года конгломерат HNA Group начал переговоры с правительством провинции Шэньси о восстановлении Chang An Airlines в амплуа независимого авиаперевозчика, который сосредоточил бы свою деятельность на региональных направлениях провинции. В итоге компания была основана ещё раз под своими прежними названием и брендом, получив в апреле 2016 года сертификат эксплуатанта и начав операционную деятельность 9 мая того же года с выполнения рейса из Сианя в Чжухай. По прибытии в порт назначения самолёту был устроен торжественный водный салют, при этом пожарные машины по ошибке залили самолёт пеной вместо воды. В результате лайнер был поставлен на процедуру полной проверки, и обратный рейс был отменён.

## Маршрутная сеть

### Китай
- Бэйхай, Гуанси — аэропорт Бэйхай Фучэн
- Чанчунь, Гирин — международный аэропорт Лунцзя
- Чичжоу, Аньхой — аэропорт Чичжоу Цзюхуашань
- Далянь, Ляонин — международный аэропорт Далянь Чжоушуйцзы
- Дуньхуан, Ганьсу — международный аэропорт Дуньхуан Могао
- Фучжоу, Фуцзянь — международный аэропорт Фучжоу Чанлэ
- Гуйлинь, Гуанси — международный аэропорт Гуйлинь Лянцзян
- Гуйян, Гуйчжоу — международный аэропорт Гуйян Лундунбао
- Хайкоу, Хайнань — международный аэропорт Хайкоу Мэйлань
- Хайлар, Внутренняя Монголия — аэропорт Хулун-Буир Хайлар
- Ханьчжун, Шэньси — аэропорт Ханьчжун Чэнгу
- Хэфэй, Аньхой — международный аэропорт Хэфэй Синьцяо
- Хуайань, Цзянсу — аэропорт Хуайань Ляньшуй
- Хуайхуа, Хунань — аэропорт Хуайхуа Чжицзян
- Хойчжоу, Гуандун — аэропорт Хойчжоу Пинтань
- Цзеян, Гуандун — международный аэропорт Цзеян Чаошань
- Цзиндэчжэнь, Цзянси — аэропорт Цзиндэчжэнь Луоцзя
- Ланьчжоу, Ганьсу — международный аэропорт Ланьчжоу Чжунчуань
- Ляньюньган, Цзянсу — аэропорт Ляньюньган Байтабу
- Лоян, Хэнань — аэропорт Лоян Бэйцзяо
- Муданьцзян, Хэйлунцзян — международный аэропорт Муданьцзян Хайлан
- Наньчан, Цзянси — международный аэропорт Наньчан Чанбэй
- Наньтун, Цзянсу — международный аэропорт Наньтун Синьдун
- Нинбо, Чжэцзян — международный аэропорт Нинбо Лишэ
- Циньхуандао, Хэбэй — аэропорт Циньхуандао Бэйдайхэ
- Санья, Хайнань — международный аэропорт Санья Феникс
- Шэньян, Ляонин — международный аэропорт Шэньян Таосянь
- Шицзячжуан, Хэбэй — международный аэропорт Шицзячжуан Чжэндин
- Тайчжоу, Чжэцзян — международный аэропорт Тайчжоу Луцяо
- Тунляо, Внутренняя Монголия — аэропорт Тунляо
- Тунжэнь, Гуйчжоу — аэропорт Тунжэнь Фэнхуан
- Вэйфан, Шаньдун — аэропорт Вэйфан
- Вэньчжоу, Чжэцзян — международный аэропорт Вэньчжоу Лунвань
- Сиань, Шэньси — международный аэропорт Сяньян
- Сямынь, Фуцзянь — международный аэропорт Сямынь Гаоци
- Синин, Цинхай — международный аэропорт Синин Цаоцзябао
- Яньчэн, Цзянсу — международный аэропорт Яньчэн Наньян
- Яньтай, Шаньдун — международный аэропорт Яньтай Пэнлай
- Ичан, Хубэй — аэропорт Ичан Санься
- Иньчуань, Нинся-Хуэйский автономный район — международный аэропорт Иньчуань Хэдун
- Инкоу, Ляонин — аэропорт Инкоу Ланьци
- Чжухай, Гуандун — аэропорт Чжухай Цзиньвань

## Флот

### Текущий
В сентябре 2019 года воздушный флот авиакомпании Air Changan составляли следующие самолёты:
| Тип самолёта   | В эксплуатации | Заказано | Пассажирских мест | Примечания |
| -------------- | -------------- | -------- | ----------------- | ---------- |
| Boeing 737-800 | 11             | 0        | 189               | —          |
| Всего          | 11             | 0        |                   |            |

### Прежний
Ранее Air Changan эксплуатировала следующие типы самолётов:
- Airbus A319
- Boeing 737-400
- Boeing 737-700
- Bombardier Dash 8 Q400
- Embraer 190
- Fairchild-Dornier 328—300
- Xian MA60
- Xian Y-7